# Bernhard Ankermann
Bernhard Ankermann, född den 14 februari 1859 i Tapiau, Ostpreussen, död den 26 oktober 1943 i Berlin, var en tysk etnolog och Afrikaforskare. Han var representant för den kulturhistoriska metoden och kulturkretsläran.
Ankermann promoverades 1901 vid universitetet i Leipzig på en avhandling om afrikanska musikinstrument och var därefter direktorialassistent vid Museum für Völkerkunde i Berlin och senare föreståndare för dess Afrikaavdelning. År 1925 gick han i pension och efterträddes av Alfred Schachtzabel. Ankermann var under en följd av år ledamot av presidiet inom Berliner Gesellschaft für Anthropologie, Ethnologie und Urgeschichte.